# Дузан
Дузан (фр. Douzens) насеље је и општина у јужној Француској у региону Лангдок-Русијон, у департману Од која припада префектури Каркасон.
По подацима из 2011. године у општини је живело 705 становника, а густина насељености је износила 47,28 становника/km². Општина се простире на површини од 14,91 km². Налази се на средњој надморској висини од 82 метара (максималној 587 m, а минималној 53 m).

## Демографија
| 1962. | 1968. | 1975. | 1982. | 1990. | 1999. | 2011. |
| ----- | ----- | ----- | ----- | ----- | ----- | ----- |
| 789   | 800   | 674   | 642   | 554   | 606   | 705   |

График промене броја становника у току последњих година